# Джоджуа, Лиана
Лиана Джоджуа (груз. ლიანა ჯოჯუა; род. 22 марта 1995, Тбилиси, Грузия) — российский и грузинский боец смешанных единоборств, выступавшая под эгидой UFC в наилегчайшем и легчайшем весах. Бывшая чемпионка Fight Nights Global в легчайшем весе.

## Карьера
Лиана является базовым кикбоксером, 2 года занималась тайским боксом. Впоследствии начала изучать борьбу грэпплинг и после этого дебютировала в MMA. 
В двух боях из-за поздних остановок Джоджуа ломала оппонентам руки. 
В июле 2020 года на Бойцовском острове в Абу-Даби Джоджуа одержала победу над Дианой Белбицэ болевым приёмом.  
24 октября 2020 года, проиграла техническим нокаутом Миранде Мэверик из-за рассечения.

## Статистика
| Боёв 15  | Побед 9 | Поражений 6 |
| -------- | ------- | ----------- |
| Нокаутом | 2       | 2           |
| Сдачей   | 6       | 1           |
| Решением | 1       | 3           |

| Результат | Рекорд | Соперник               | Способ                 | Турнир                                        | Дата             | Раунд | Время | Место             | Примечание                                                            |
| --------- | ------ | ---------------------- | ---------------------- | --------------------------------------------- | ---------------- | ----- | ----- | ----------------- | --------------------------------------------------------------------- |
| Победа    | 9–6    | Жаклин Феррейра        | TKO (удары)            | GFC 29                                        | 14 декабря 2024  | 1     | 2:24  | Тбилиси, Грузия   |                                                                       |
| Поражение | 8–6    | Дарья Железнякова      | Решение                | Ares FC 6 - Ares Fighting Championship 6      | 20 мая 2022      | 3     | 5:00  | Париж, Франция    |                                                                       |
| Поражение | 8–5    | Кортни Кейси           | Решение                | UFC Fight Night: Холлоуэй vs. Родригес        | 13 ноября 2021   | 3     | 5:00  | Лас-Вегас, США    |                                                                       |
| Поражение | 8–4    | Миранда Мэверик        | TKO (остановка врачом) | UFC 254                                       | 24 октября 2020  | 1     | 5:00  | Абу-Даби, ОАЭ     |                                                                       |
| Победа    | 8–3    | Диана Белбицэ          | Сдача (армбар)         | UFC on ESPN: Каттар vs. Иге                   | 16 июля 2020     | 1     | 2:47  | Абу-Даби, ОАЭ     | Дебют в наилегчайшем весе.                                            |
| Поражение | 7–3    | Сара Морас             | TKO (удары)            | UFC 242                                       | 7 сентября 2019  | 3     | 2:26  | Абу-Даби, ОАЭ     | Catchweight (138 lbs) bout; Морас не сделала вес.                     |
| Победа    | 7–2    | Марина Мохнаткина      | Решение большинства    | Fight Nights Global 83: Алибеков vs. Алиев    | 22 февраля 2018  | 5     | 5:00  | Москва, Россия    | Завоевала титул чемпиона Fight Nights Global в женском легчайшем весе |
| Победа    | 6–2    | Виктория Шалимова      | Сдача (удушение)       | Emir FC: Selection 1                          | 29 декабря 2017  | 1     | 0:28  | Москва, Россия    |                                                                       |
| Победа    | 5–2    | Карина Василенко       | Сдача (армбар)         | Fight Nights Global 71: Минеев vs. Михаилидис | 29 июля 2017     | 1     | 4:15  | Москва, Россия    |                                                                       |
| Победа    | 4–2    | Тао Ли                 | Сдача (армбар)         | Kunlun Fight MMA 7                            | 15 декабря 2016  | 1     | 3:14  | Пекин, Китай      |                                                                       |
| Победа    | 3–2    | Валерия Пак            | Сдача (armbar)         | SLMMA 7: Иванов vs. Карапетян                 | 6 ноября 2016    | 2     | N/A   | Moscow, Russia    | Бой в полулегком весе.                                                |
| Поражение | 2–2    | На Лян                 | Сдача (удушение)       | WLF E.P.I.C. 7                                | 20 августа 2016  | 2     | N/A   | Чжэнчжоу, Китай   |                                                                       |
| Поражение | 2–1    | Замзагуль Файзолланова | Решение (раздельное)   | Alash Pride: Atyrau the Beautiful             | 16 января 2016   | 3     | 5:00  | Атырау, Казахстан | Catchweight (143 lbs)                                                 |
| Победа    | 2–0    | Татьяна Певнева        | TKO (удары)            | Octagon Fighting Sensation 5                  | 3 октября 2015   | 1     | 3:07  | Ярославль, Россия | Catchweight (137 lbs)                                                 |
| Победа    | 1–0    | Екатерина Головатова   | Сдача (армбар)         | Kumite Fight 4                                | 27 сентября 2015 | 3     | N/A   | Москва, Россия    | Дебют в легчайшем весе.                                               |